# Fury Records
Fury Records est un label discographique américain, situé dans le quartier de Harlem, à New York, dans l'État de New York, fondé en 1957 par Bobby Robinson. En 1959, Fury Records croule sous les démêlés judiciaires et Robinson décide de lancer le label Fire Records, spécialisé dans le blues. Avant le lancement de Fury Records, Robinson lance le label Whirlin' Disc Records en 1956, Everlast Records en 1957, Fire Records en 1959, et Enjoy Records en 1962.

## Histoire
Bobby Robinson lance Fury Records lance Fury Records en 1957. Un an avant, en 1956, il forme le label Whirlin' Disc Records qui tombera en faillite. Durant toute sa vie, il dirige Fury Records depuis son magasin de disques, Happy House, basé au 125th Street dans le quartier de Harlem,. Entretemps, en 1957, il fonde le label Everlast Records, qui publiera notamment Wiggle Wobble de Les Cooper and the Soul Rockers.
En 1959, Fury Records produit le single Kansas City de Wilbert Harrison, qui atteint la première place du classement Billboard et se vendra entre 2 et 3 millions d'exemplaires,. Le single est publié en mars 1957. Herman Lubinsky, propriétaire du label Savoy Records, qui clame être en contrat avec Harrison, traine ce dernier en justice. Il fait de même avec le duo Jerry Leiber et Mike Stoller, clamant que Kansas City est une reprise de leur chanson KC Lovin'. Fury Records croulant sous les démêlés judiciaires, Robinson décide de lancer le label Fire Records et de continuer son parcours à succès. Fire Records devient connu comme un label spécialisé dans le blues qui publie des albums de Lightnin' Hopkins, Buster Brown et Arthur « Big Boy » Crudup.
En 1962, Fury Records publie l'album Ya Ya de Lee Dorsey. Il suit la même année de Letter Full of Tears de Gladys Knight and Pips. Au début des années 1970, Fury Records lance les premiers groupes de hip-hop comme Grandmaster Flash.
En 1993, le label publie un coffret double-album de 51 chansons intitulée Fire/Fury Records Story,,.

## Articles annexes